# 奥普艺术

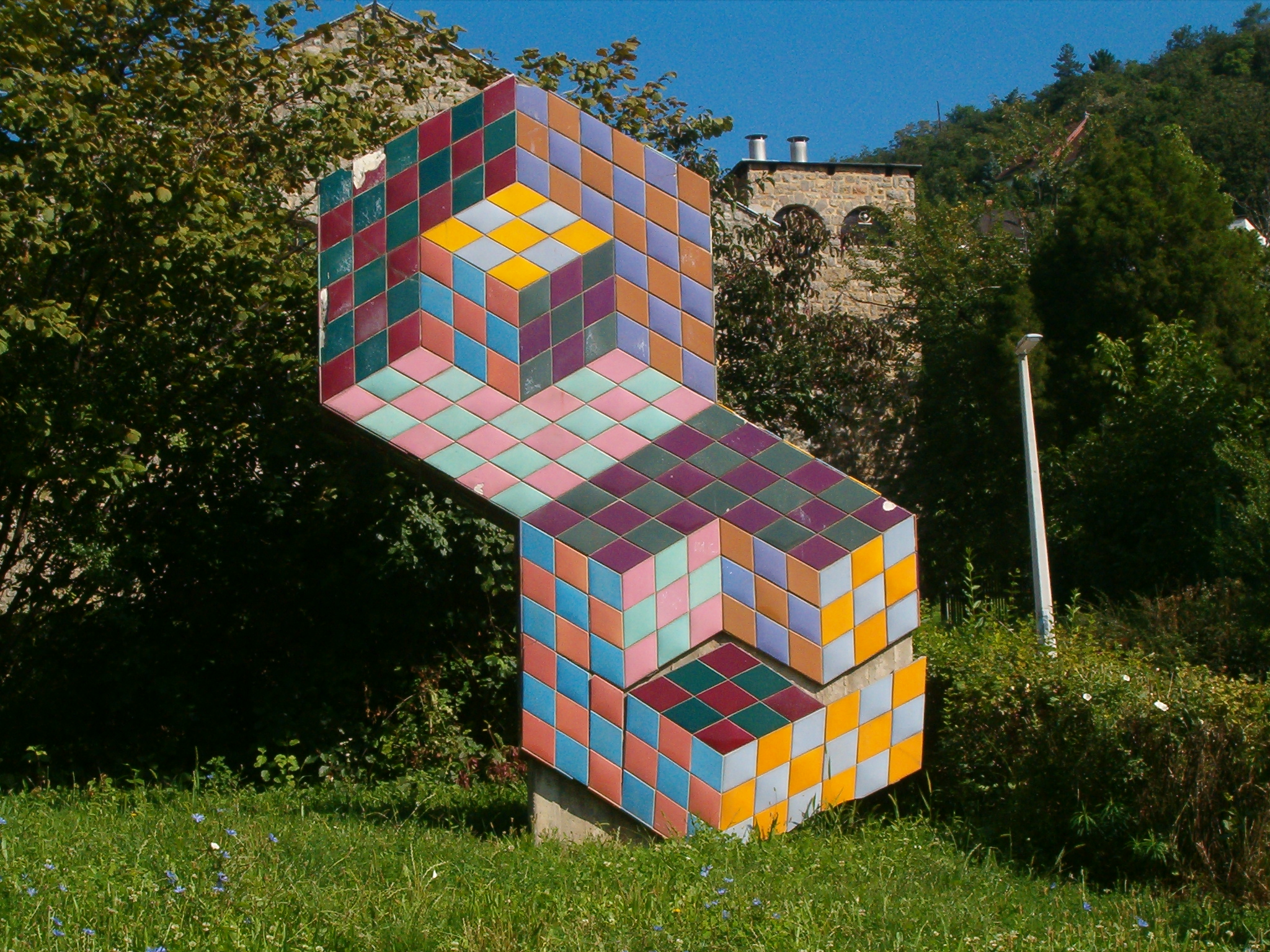
匈牙利藝術家維克多·瓦沙雷的作品，位於貝赤

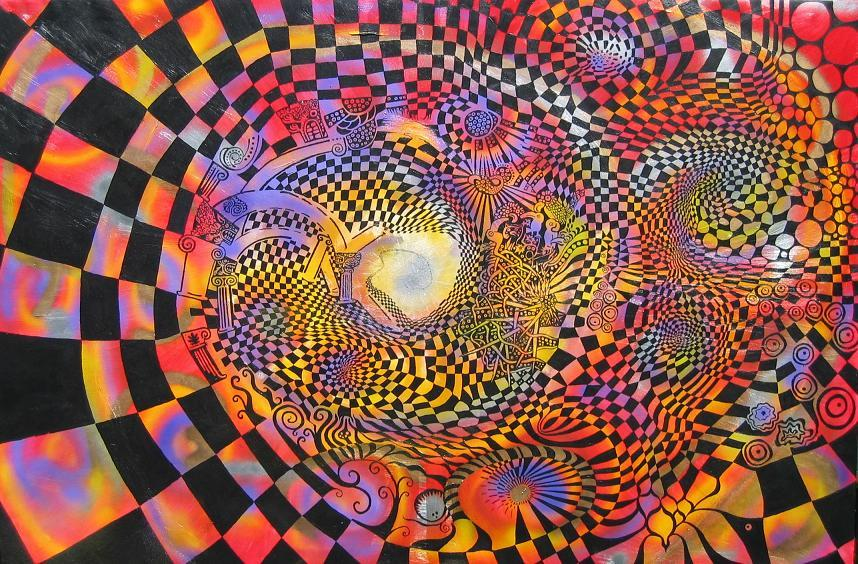
葡萄牙藝術家Henrique Matos的作品

歐普藝術（英語：OP Art），又被稱為視幻藝術、光效應藝術、光學藝術、光幻覺藝術和視網膜藝術，是使用光學的技術營造出奇異的藝術效果。歐普藝術作品的內容通常是線條、形狀、色彩的週期組合或特殊排列。藝術家利用垂直線、水平線、曲線的交錯，以及圓形、弧形、矩形等等形狀的並置，引起觀賞者的視覺錯覺，這些錯覺例如是：平面的圖案出現了立體感或是不尋常的视觉效果。

## 歷史
歐普藝術是西方二十世紀興起的藝術思潮；歐普就是「Optical」的縮寫，即視覺效應。正式使用這一名稱是在1965年，那時紐約現代美術館舉辦眼睛的反應畫展，展覽會上陳列出大量經過精心設計，按一定規律排列而成的波紋或幾何形畫面，造成視知覺的運動感和閃爍感，使視神經在與畫面圖形的接觸中產生眩暈的光效應現象和視覺的幻覺。

## 觀念
- 用嚴謹的科學設計亦可啟動視覺神經，視覺作用喚起並組合成象，達到與傳統繪畫同樣動人的藝術體驗。
- 摒棄主題，代之以精確謹嚴的幾何圖形。其中很多作品被心理學家選作視知覺實驗的測試資料。
- 歐普藝術的作品實際是靜止不動的，卻會在視網膜上造成移動的幻覺，甚至有時令人眼花撩亂。

## 代表畫家
- 維克多·瓦沙雷（1908～1997），生於匈牙利的法國畫家，著名作品《VP-119》。
- 布里吉特·萊利（英语：Bridget Riley）（1931～），英國女畫家，代表作《瀑布第三號》（1967，英國國會羅曼美術館）。
- 理查德·阿努斯凱維奇（1930～2020），美國畫家，代表作《發光》（1965）。他所創色彩浸潤法與規整的幾何圖形對硬邊藝術曾產生直接影響。